# Federica Mingolla
Federica Mingolla (Torino, 8 novembre 1994) è un'arrampicatrice italiana.
Arrampicatrice di livello nazionale e internazionale, abbandona precocemente la carriera sportiva per dedicarsi alla falesia, alle vie lunghe e all'alpinismo grazie alla guida di Adriano Trombetta.

## Biografia
Torinese di nascita, pratica il nuoto per circa 10 anni prima di iniziare con l'arrampicata indoor a 15 anni e competere in arrampicata sportiva con ottimi risultati.
È laureata in Scienze Motorie a Torino (SUISM) oltre che arrampicatrice sportiva professionista, atleta e tecnico federale FASI. È guida alpina residente in Valle d'Aosta 
Ha dichiarato di avere tra i suoi modelli d'ispirazione Manolo, Gian Piero Motti, Riccardo Panero, e Lynn Hill.

## Palmarès Sportivo
Il 2 settembre 2018 vince nella categoria femminile l'inusuale gara di arrampicata su roccia di Valgrisenche in Valle d’Aosta, sulla stessa parete che aveva ospitato 30 anni fa la prima gara di arrampicata della Valle d'Aosta.

## Falesia

### Lavorato
Il suo livello sul lavorato si attesta intorno all'8b+.

## Prime femminili
- Prima salita assoluta della via "Fuga dal Ghetto", 8b in Val di Lanzo, effettuata nel giugno 2014.[8]
- Prima donna in assoluto a salire in libera e da capocordata i 1250[9] metri di "La via attraverso il pesce" in Marmolada, con tutti i tiri tranne uno in stile 'a vista'. Ascesa compiuta in 19 ore il 17 luglio 2016.[10]

- Prima salita assoluta della via "La falce e le betulle", 8a max a Noasca (TO), con Michele Amadio.[14]
- Prima salita in libera e a vista della via "Sturm und Drang" in granito alla Torre Staccata del Becco di Valsoera nel Gruppo del Gran Paradiso.[15]
- Prima donna italiana a salire in libera "Tom et Je Ris", 8b+ in Verdon[16]
- Prima donna italiana a salire in libera "Digital Crack", 8a nel massiccio del Monte Bianco.
- Prima donna italiana a salire in libera "Tomowak Dance", 8a max su parete del Caporal, (seconda assoluta dopo Matteo Della Bordella)
- Prima salita assoluta della via "Occhi nuovi", 8a+ trad in Valle dell'Orco 2017[17]
- Prima salita assoluta della via "KTM", 8a+ trad in Valle dell'Orco, 2018[17]

## Vie aperte/liberate
- "Good No Good" via in Pakistan di 800 mt di sviluppo che esce in vetta al "Peak Nik" a 4900 metri di quota. Realizzata in luglio 2017 con Luca Schiera e Simone Pedeferri dei Ragni di Lecco.[18]
- "L'isola che non c'è", sull'Aiguille Croux nel massiccio del Monte Bianco, via a quota 3256 m s.l.m., di 12 lunghezze di difficoltà singola fino 7b+, aperta e liberata nel settembre 2018[19]
- "Addio al celibato", via di 8 tiri sull'Appennino fabrianese, 8a+max, liberata integralmente insieme a Matteo della Bordella nel settembre 2018.[20]
- "Monster" (350 m, ED+, 8a max, 7a obbl.), via di arrampicata sportiva interamente attrezzata a fix inox a m. 2600 sulla Becca di Verconey in Valgrisenche, liberata integralmente in inverno insieme al chiodatore Matteo Giglio nel gennaio 2019.[21]

## Altre imprese di rilievo
- "Legittima Visione" nella Valle dell’Orco (TO), 8b di diedro in granito rosso,[22]
- "Attacco dei cloni" nella Valle dell’Orco (TO), 7b+ trad su granito[17]
- "Via della Cattedrale", parete Sud della Marmolada, 8a+ max, 800m di sviluppo - agosto 2017[23]
- "Chimera verticale", salita a vista sulla parete Nord Ovest del Monte Civetta, Dolomiti,(IX, 600m + zoccolo iniziale) - agosto 2017[24]
- "Itaca nel sole", al Caporal nella Valle dell'Orco (TO), 8b max, 180m di sviluppo - 20 marzo 2019, salita in due giorni diversi.[25]

## Media e divulgazione
- Partecipa al video musicale del brano Piccoli miracoli dei Tiromancino, uscito l'11 marzo 2016.[26]
- È stata invitata al TEDx Trento 2017[27] dove ha portato l'intervento "Danzare sulla roccia guardando l'orizzonte"[28]
- È ambassador del brand La Sportiva[29]